# Stenstorp

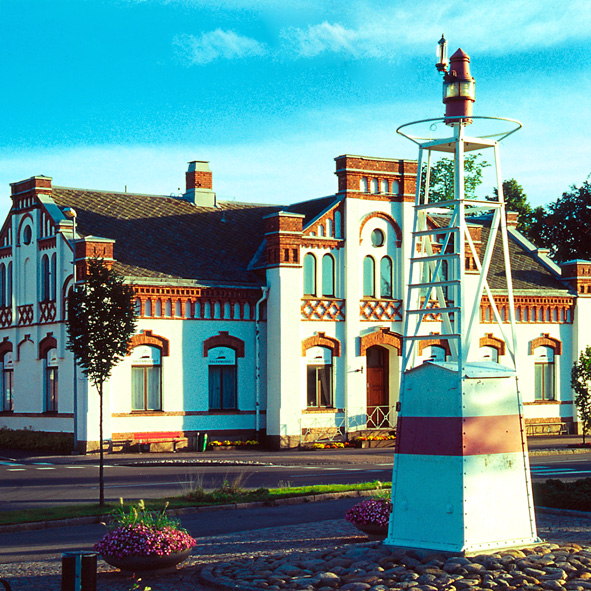
Dalén-Museum

Stenstorp ist ein Ort (tätort) in der schwedischen Provinz Västra Götalands län und der historischen Provinz Västergötland.
Stenstorp liegt etwa 15 Kilometer nordöstlich der Stadt Falköping an der Eisenbahnhauptlinie Stockholm-Göteborg in der Gemeinde Falköping. Der Ortsname (1397: Stødhungxstorp) ist wahrscheinlich eine Kombination des Eigennamens Stødhing oder Stødhung mit torp (neu angelegter Hof).
Berühmtester Sohn des Ortes ist der Erfinder und Nobelpreisträger Gustaf Dalén, zu dessen Leben und Wirken es auch ein Museum in Stenstorp gibt. Außerdem in dem Ort geboren wurde der Tischtennisspieler Peter Karlsson.